# Fiorentino
Fiorentino (FIO) is een castello (gemeente) in San Marino met een oppervlakte van 6,57 km² en 2537 inwoners (31-03-2013).
Het gebied werd bewoond door pre- en Romeinse volkeren, zoals kan worden opgemaakt uit de ontdekking van graven uit de republikeinse periode en twee kleine standbeelden (1920), die zich in 2006 in het Museo Di Stato bevinden. In 1463 droeg paus Pius II omwille van de overwinning van San Marino de drie heerlijkheden Fiorentino, Montegiardino en Serravalle aan de republiek over.